# Кантар (міра ваги)
Ка́нтар (також кантаро, кінтар) — міра ваги, яка використовувалась при торгівлі в країнах Близького Сходу, Середземномор'я (Північна Африка, Італія, Туреччина). В наш час майже вийшла з ужитку, але інколи застосовується в Єгипті й Судані.
Слово кантар походить від тур. kantar (звідси також «кантар» в значенні «безмін»), похідного від араб. قنطار, кінтар (до нього сходить також слово «квінтал»). Подальша етимологія: грец. κεντηναριον < лат. centenarium («міра ваги у 100 фунтів», пор. «центнер»).

## Значення
У XIV ст. у Львові ця міра ваги відповідала 4,5 каменям (1 цетнар без 4,5 фунтів).
У різних країнах значення кантару було різне: від 45 до 320 кілограмів. Наприклад в Єгипті він дорівнював 44,47 кг (але були по 36,5 і 100 кг), у Генуї — 47,65 кг, у Константинополі — 56,6 кг, в Алеппо маленький — 180 кг, а великий — 315 кг, у Триполі — 48,83 кг. Декілька видів кантарів також застосовувались в Стародавньому Римі, але найбільш поширеним серед них був кантар на 33,907 кг.
В кожній країні кантар ділився по різному від 10 до 100 одиниць, які мали різні місцеві назви. У 1874 році в Туреччині кантар був стандартизований і став рівнятись 100 кг.